# Diaphus trachops
Diaphus trachops és una espècie de peix de la família dels mictòfids i de l'ordre dels mictofiformes.

## Morfologia
- Els mascles poden assolir 6,4 cm de longitud total.[3][4]

## Hàbitat
És un peix marí i d'aigües profundes que viu entre 100-686 m de fondària.

## Distribució geogràfica
Es troba a les Hawaii.